# Koninkrijk Roemenië
Het Koninkrijk Roemenië ontstond op 26 maart 1881 uit het vorstendom Roemenië toen Carol I tot koning werd gekroond. In 1947 hield het op te bestaan. Koning Michaël I werd toen door het communistisch regime gedwongen af te treden en de volksrepubliek Roemenië werd uitgeroepen.
Na de Eerste Wereldoorlog bereikte Roemenië zijn grootste omvang. Moldavië (Bessarabie) en de Oostenrijks-Hongaarse landsdelen Boekovina en Transsylvanië waren toen aan het grondgebied toegevoegd. Dit gebied wordt ook wel Groot-Roemenië genoemd.
Na de Tweede Wereldoorlog werden bij de Vrede van Parijs Moldavië en het noordelijk deel van Boekovina aan de Sovjet-Unie toegewezen. Ze werden onderdeel van de republieken Moldavië en Oekraïne. De Zuidelijke Dobroedzja die sinds de Eerste Wereldoorlog meerdere malen tussen Bulgarije en Roemenië was gewisseld ging door het Verdrag van Craiova in 1940 verloren. De rest van het gebied werd onderdeel van de volksrepubliek Roemenië.
Toen het koninkrijk bij de communistische machtsovername in 1947 ophield te bestaan, had het door verliezen als gevolg van de Tweede Wereldoorlog de omvang die het nu nog steeds heeft.

## Aanleiding
Aan het einde van de Russisch Turkse Oorlog (1877-1878, In Roemenië ook wel Roemeense Onafhankelijkheidsoorlog genoemd) werd bij Verdrag van Stefano en het Congres van Berlijn de onafhankelijkheid van Roemenië door de grootmachten erkend.
Er werden echter wel voorwaarden gesteld. Pas als daaraan voldaan was kon Roemenië zich een volwaardig soevereine staat noemen. Het 'opwaarderen' van Roemenië tot een koninkrijk zou de soevereiniteit kunnen bevestigen.
In 1878 was hierdoor het accepteren van de internationaal erkende titel "Alteţă Regală" (koninklijke Hoogheid) voor de grootmachten het maximaal haalbare. Wel werd hierdoor de ambitie voor een koninkrijk duidelijk gemaakt.
Twee problemen die onder andere nog opgelost moesten worden betroffen het "Joodse vraagstuk" (artikel 43 van het congres van Berlijn) en de zaak "Strousberg" met betrekking tot de spoorwegen.
Beide zaken waren met name voor Duitsland en Bismarck een punt. De Joden werden in Roemenië vrijwel niet geaccepteerd. Zo mochten ze geen grond bezitten en was scholing vrijwel onmogelijk. Dit moest worden verbeterd door naturalisatie via de nieuwe grondwet mogelijk te maken.
Bij aanleg van de spoorwegen was door malversaties en het failliet gaan van de aannemer Strousberg en discutabele afspraken over de oplevering een zeer grote schuld aan de Duitse investeerders ontstaan. Deze kwestie sleepte nog steeds.  

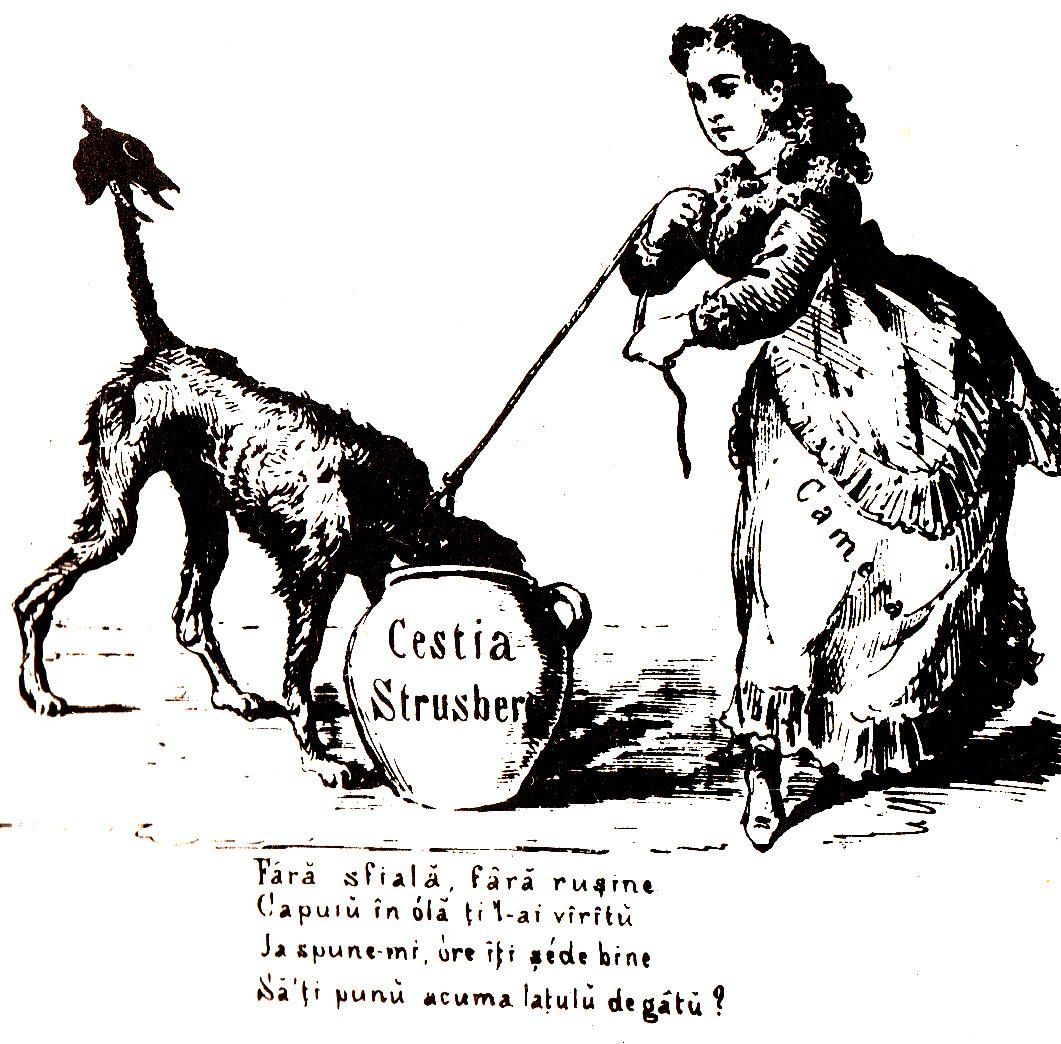
Karikatuur uit het Roemeense satirische tijdschrift Ghimpele van 7 mei 1871. De hond (Duitsland) eet gevangen en aangelijnd door de Roemeense kamer van afgevaardigden uit de pot (de 'Strousberg-Affaire')

Voor Oostenrijk-Hongarije was als eerste de wijze van troonopvolging nog van belang. Daarnaast begon men zich daar na twee jaar steeds meer zorgen te maken over de vrije doorvaart op de Donau. Ook Rusland begon zich lastiger op te stellen.
Om al deze problemen op te lossen was intensieve en slimme diplomatie nodig. Roemenië was al vaker met de "diplomatie van voldongen feiten" weg gekomen (bijvoorbeeld met Cuza in 1859 als dubbel staatshoofd) en zag ook nu kansen. Premier Ion Brătianu besloot daarom kort na de aanslag op Alexander II van Rusland van 13 maart 1881, toen de aandacht van de grootmachten afgeleid was, op 26 maart 1881 de inauguratie te laten plaatsvinden.

## Geschiedenis
De binnenlandse politiek, die nog steeds werd beheerst door de rijke grootgrondbezitters, werd onder het bewind van Carol I van Roemenië tweemaal opgeschrikt door boerenopstanden, een in het zuidelijke deel Walachije (april 1888) en een in het noordelijke deel Moldavië (maart 1907).
In juli 1913 verklaarde Roemenië, net zoals andere Balkanlanden, Bulgarije de oorlog (Tweede Balkanoorlog). Op 10 augustus werd in Boekarest een vredesverdrag ondertekend. Bulgarije moest een groot deel van de winst uit de Eerste Balkanoorlog weer afstaan. Het zuiden van Dobroedzja (Roemeens: Cadrilater) werd toegevoegd aan Roemenië.
Toen de Eerste Wereldoorlog begon besloot de Roemeense regering zich niet bij Duitsland aan te sluiten. De van oorsprong Duitse Carol verzette zich hier - zeer tegen zijn gevoel - niet tegen.
Aangezien hij kinderloos was, had Carol zijn broer Leopold als troonopvolger aangewezen. In oktober 1880 stond die zijn recht op de troon echter af aan zijn zoon Willem. Willem op zijn beurt gaf het recht op troonopvolging acht jaar later weer door aan zijn jongere broer Ferdinand. Die aanvaardde zijn taak wel en werd na Carols dood op 10 oktober 1914 koning.

## Roemenië in de Eerste Wereldoorlog

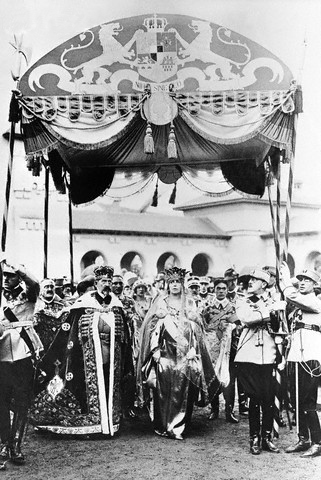
Kroning van Ferdinand in Alba Iulia

In het begin van de Eerste Wereldoorlog bleef Roemenië neutraal maar op 14 september 1916 besloot het mee te doen aan de Eerste Wereldoorlog tegen Duitsland en Oostenrijk-Hongarije, hoewel Ferdinand I familie was van de Duitse keizer Wilhelm II. Door samenwerking met Engeland en Frankrijk wilde Ferdinand Transsylvanië en Boekovina waar de Roemenen een grote minderheid waren, toevoegen aan Roemenië. Ferdinand werd eind 1916 verpletterend verslagen en de regering moest uitwijken naar Iași. In 1918 ging het de Roemeense troepen echter weer goed en Ferdinand keerde terug naar Boekarest. Dankzij de geboekte overwinningen en de territoriale verliezen van Hongarije en Rusland werd Roemenië flink uitgebreid. Roemenië kreeg tussen 1918-1920 Transsylvanië, Zuid-Dobroedzja, Boekovina, Bessarabië, Banaat, Crișana en Maramureș.
Op 15 oktober 1922 werd Ferdinand in Alba Iulia, in het hart van Transsylvanië, tot koning Ferdinand Intregitorul (degene die iets compleet maakt) van Groot-Roemenië gekroond.

## Groot-Roemenië
Door de toevoeging van Transsylvanië begonnen de oppositiepartijen steeds meer steun te krijgen, en zo werd het ook steeds lastiger voor Ferdinand in Roemenië. De belangrijkste oppositiepartijen verenigden zich in 1924 tot de Nationale Boerenpartij.
Ferdinand overleed en op 20 juli 1927 volgde de zesjarige kleinzoon Michaël hem op, omdat Ferdinands zoon Karel (Carol) vertrokken was met zijn minnares naar Parijs. Vanwege Michaëls minderjarigheid regeerde in zijn naam een regentschapsraad.
Ondertussen werd de Roemeense hoofdstad Boekarest mooier en mooier en kreeg zelfs de bijnaam Klein Parijs. Daardoor werd er ook nog een kopie van de Arc de Triomphe (Roemeens: Arcul de Triumf) in Boekarest neergezet.
Carol II keerde op 7 juni 1930 onverwachts terug naar Roemenië en werd een dag later door het parlement tot koning gekroond. De regering hoopte dat hij de politiek - die na de Eerste Wereldoorlog een chaos was geworden - weer in goede banen zou kunnen leiden. Dit was de eerste keer in de geschiedenis dat een vader zijn zoon opvolgde als koning.
De heerschappij van Carol II duurde tien jaar (1930-1940), een periode van grote economische groei gevolgd door een wereldwijde crisis, maar ook de periode waarin een eind kwam aan de parlementaire democratie. In 1938 werd hij absoluut heerser.

## Roemenië in de Tweede Wereldoorlog

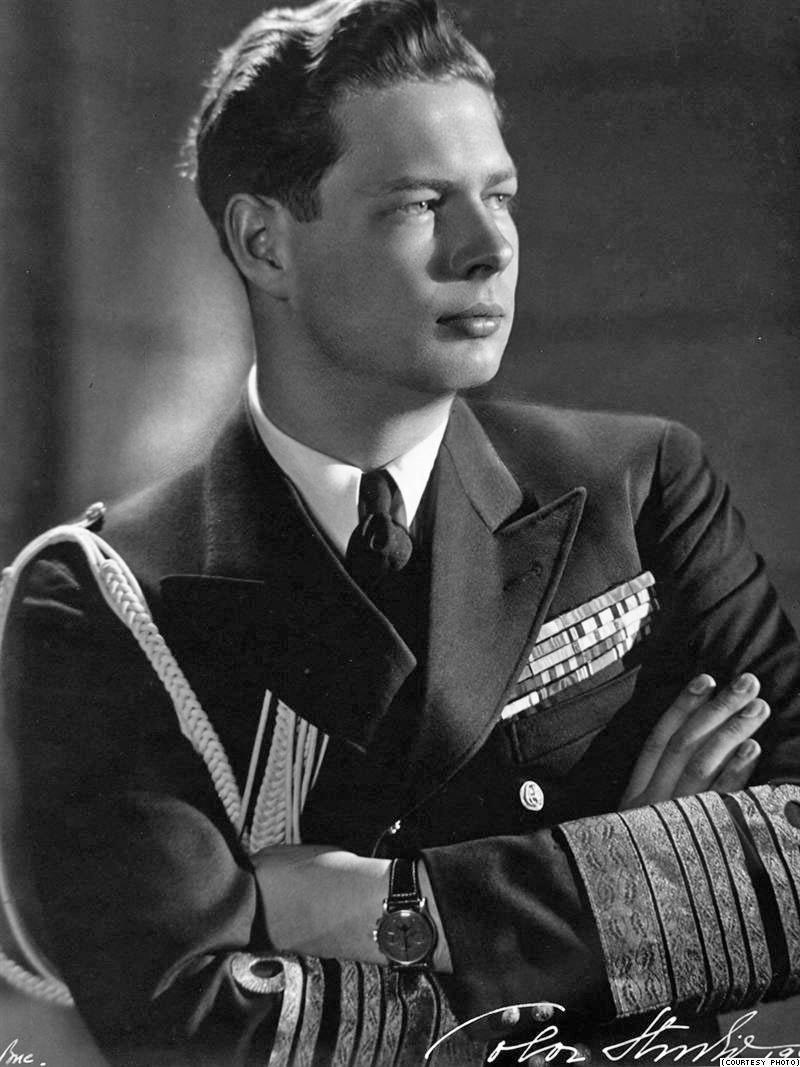
Michaël eind jaren 40

De Tweede Wereldoorlog dreigde echter en in 1940 verloor Roemenië (zonder dat er één schot was afgevuurd) - door een verdrag tussen Adolf Hitler en de Sovjet-Unie - de gebieden Zuid-Dobroedzja aan Bulgarije en de helft van Transsylvanië aan Hongarije. Het volk gaf Carol II hiervan de schuld en op 5 september 1940 droeg hij de macht over aan generaal Ion Antonescu, die hem de volgende dag afzette. De 19-jarige Michaël werd in naam opnieuw koning. Michaël had echter nauwelijks macht en Ion Antonescu gedroeg zich als een dictator. 

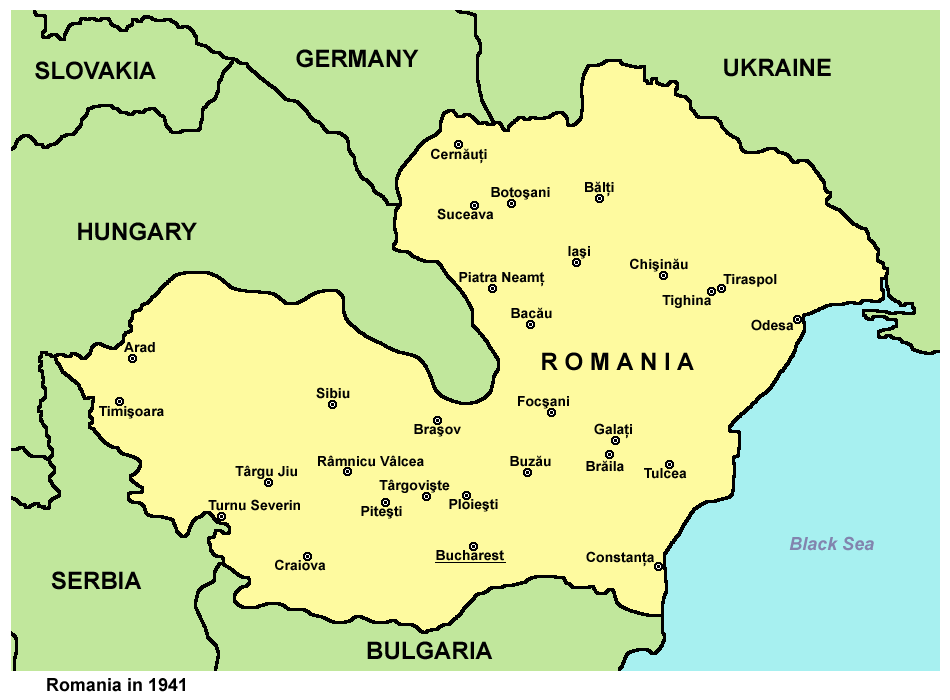
Roemenië in 1941

Antonescu genoot het volledige vertrouwen van Adolf Hitler en stuurde 15 divisies naar het oostfront (1941) om tegen de Sovjet-Unie te vechten. Hij annexeerde het gebied Transnistrië van de Sovjet-Unie. Na de mislukte Slag om Stalingrad, trachtte Antonescu de kleinere As-staten te bundelen om tegen de geallieerden te vechten. Toen dit mislukte steunde hij zijn minister van Buitenlandse Zaken Mihai Antonescu (geen familie) met diens vredesinitiatieven.
Toch lukte het Michaël en enkele loyale generaals en partijleiders op 23 augustus 1944 een staatsgreep te plegen, Antonescu te arresteren en de capitulatie van Roemenië uit te roepen. Antonescu werd opgesloten in de kamer waar de koninklijke postzegelverzameling werd bewaard. Voor deze heldendaad kan de prestige van Michaël tot op de dag van vandaag bij de Roemenen niet stuk. Hierna verklaarde hij nazi-Duitsland, Hongarije en Tsjecho-Slowakije de oorlog. Transnistrië werd teruggegeven aan de Sovjet-Unie.
Door de Vrede van Parijs in 1947 moest Hongarije de helft van Transsylvanië weer teruggeven aan Roemenië, en Roemenië moest Noord-Boekovina, Bessarabië en Zuid-Dobroedzja aan de Sovjet-Unie afstaan.
Ion Antonescu werd op 1 juni 1946 geëxecuteerd. In 1947 werd Michaël van Roemenië gedwongen tot aftreden, door Gheorghe Gheorghiu-Dej. Michaël vroeg vervolgens asiel aan in Zwitserland. Roemenië werd een communistische staat.